# Bardolino
Bardolino är en ort och kommun i provinsen Verona i regionen Veneto i Italien. Kommunen hade 7 178 invånare (2018).